# Havaika tantalensis
Havaika tantalensis is een spinnensoort uit de familie springspinnen (Salticidae). De soort komt voor in Hawaï.